# Cungar di Ceredigion
Cungar di Congresbury (Cyngar in gallese, Concarius in latino e Congar in inglese) (Pembrokeshire, 470 circa – Gerusalemme, 27 novembre 520) è stato un vescovo gallese.
Non andrebbe identificato con san Cyngar di Llangefni, visto anche che i due sono celebrati in giorni differenti e che Cyngar era figlio di re Gerren Llyngesoc della Dumnonia, mentre Cungar sarebbe stato il nipote di re Ceredig Ceredigion (definito padre dei santi Gwynlleu e Cyndeyrn nelle Genealogie dei santi).

## Biografia
Nacque, secondo la tradizione, a Llanwngar, nel Pembrokeshire.
La sua biografia fu per la maggior parte inventata nel XII secolo, anche se contiene alcuni elementi di veridicità. Sembra che il santo abbia lasciato il Galles da giovane e che abbia attraversato il canale di Bristol, giungendo a Congresbury. Un cinghiale gli avrebbe mostrato dove ritirarsi in eremitaggio. Ben presto, attorno a lui si radunarono molti seguaci. Secondo la tradizione fu il primo vescovo di Congresbury. Tornato nel Galles, fondò un monastero nel Morgannwg (che non è, come da alcuni creduto, Llandough-juxta-Cardiff). Avrebbe anche trascorso del tempo in Cornovaglia e Bretagna, dove gli sarebbero state dedicate delle chiese.
Morì il 27 novembre del 520 durante un pellegrinaggio a Gerusalemme e fu sepolto a Congresbury.